# Johan Coenraad van Hasselt
Johan Coenraad van Hasselt (1797 - 1823) fue un médico, zoólogo, botánico, y micólogo neerlandés, que estudió medicina en la Universidad de Groningen.

## Biografía
Era hijo del alcalde de Duisburg Barthold van Hasselt (1741-1819) y d eBernardina Antonia Rasch (1767–1849). De sus siete hermanos (cuatro hermanas y dos hermanos) nació quinto. Nunca se casó y no tuvo hijos.
En 1820 expediciona a la isla de Java, luego parte de las coloniales Indias Orientales Neerlandesas, con su amigo Heinrich Kuhl (1797 - 1821) para estudiar la flora de la isla, enviando al Museo de Leiden 200 esqueletos, 200 pieles de mamíferos de 65 especies, 2.000 pieles de aves, 1.400 peces, 300 reptiles y anfibios, y muchos insectos y crustáceos. Y en 1821 fallece Kuhl, en Buitenzorg (hoy Bogor) de una infección hepática provocada por el clima y surmenage. Había estado menos de un año en Java. Johan van Hasselt continuó su obra colectando especímenes, pero falleció dos años más tarde.

## Algunas publicaciones

### Libros
- 1818. Ioannis Conradi van Hasselt: med. stud. in Academia Groningana, Responsum ad quaestionem, ab ordine disciplinarum mathematicarum et physicarum propositam… Annales Academiae Groninganae 1816–1817, Jan Oomkens, Groningen, pp. 126–166 en línea

- heinrich Kuhl, johan Coenraad van Hasselt. 1820. Beiträge zur zoologie und vergleichenden anatomie (Las contribuciones a la zoología y anatomía comparada). Ed. Hermann. 212 pp. 11 fasc.

- 1820. Dissertatio medico-anatomica inauguralis exhibens observationes de metamorphosi quarumdam partium Ranae temporariae .... Ed. apud I. Oomkens. 51 pp. leer

- 1863. Joannis Conradi Copes van Hasselt Dissertatio de iure dictione criminali in Gelria. 148 pp.

- tyson r. Roberts, heinrich Kuhl, johan Coenraad van Hasselt. 1993. The freshwater fishes of Java, as observed by Kuhl and van Hasselt in 1820-23. Vol. 285 de Zoölogische verhandelingen. Ed. Nationaal Natuurhistorisch Museum. 94 pp. ISBN 90-73239-17-6

## Honores

### Eponimia
Géneros
- (Apocynaceae) Hasseltia Blume[2]

- (Orchidaceae) Kuhlhasseltia J.J.Sm.[3]

- (Tiliaceae) Hasseltia Kunth[4]

Especies vegetales
- (Annonaceae) Uvaria hasseltii Blume[5]

- (Dryopteridaceae) Dryopteris hasseltii (Blume) C.Chr.[6]

- (Rubiaceae) Psychotria hasseltiana Boerl.[7]

Especies animales
- (Hemiscylliidae) Chiloscyllium hasselti Bleeker, 1852

- (Araneidae) Gasteracantha hasseltii (Koch, 1838)[8]
- La abreviatura «Hasselt» se emplea para indicar a Johan Coenraad van Hasselt como autoridad en la descripción y clasificación científica de los vegetales.[9]

## Abreviatura (zoología)
La abreviatura Hasselt  se emplea para indicar a Johan Coenraad van Hasselt como autoridad en la descripción y taxonomía en zoología.